# Julius Bachmann
Peter Max Julius Bachmann (* 29. Mai 1844 in Kulm (Westpreußen); † 3. Mai 1924 in Osnabrück) war ein Jurist, Bürgermeister von Bromberg und Mitglied des Preußischen Herrenhauses.

## Familie
Julius Bachmann war ein Sohn von Gustav Moritz Bachmann, Arzt in Kulm, und seiner Ehefrau Johanna Charlotte Schaal. Er heiratete am 9. April 1874 in Thorn  (Neustadt) Leontine („Lonny“) Hermine Ferdinande von Kalinowski, jüngste Tochter des Rittergutbesitzers Hermann von Kalinowski.
Er hatte zwei Söhne und zwei Töchter:
- Erich Bachmann (* 26. Januar 1875 in Neustadt Thorn), Landrat des Herzogtums Lauenburg, zuletzt Regierungsvizepräsident von Düsseldorf.
- Eva Bachmann (1880–1966), die mit Lothar Schücking (1873–1943), Jurist, Bürgermeister und Schriftsteller, verheiratet war.
- Helmut Bachmann (* 24. September 1882 in Bromberg; † nach 1954 in Osnabrück), Amtsgerichtsrat in Osnabrück.
- Leontine Bachmann

## Leben
Bachmann studierte nach dem Besuch des Kulmer Gymnasiums Rechtswissenschaften und Staatswissenschaften an den Universitäten in Heidelberg und Berlin. 1863 wurde er Mitglied der Burschenschaft Frankonia Heidelberg. 1865 war er Gerichtsauskultator, dann Gerichtsreferendar, 1870 Gerichtsassistent und 1871 Kreisrichter in Rosenberg und später in Thorn (1874). 1878 wurde er Erster Bürgermeister von Bromberg und 1882 dortiger Oberbürgermeister.
Er war auf Präsentation der Stadt Bromberg vom 20. November 1883 bis 1890 Mitglied des Preußischen Herrenhauses auf Lebenszeit und arbeitete danach als Regierungsrat bei der Regierung in Osnabrück. 1905 wurde er zum Geheimen Regierungsrat ernannt und wurde später Oberregierungsrat, bevor er 1919 in den Ruhestand trat. 
Julius Bachmanns Grabstätte befindet sich auf dem Hasefriedhof.